# تکامل اکسیژن

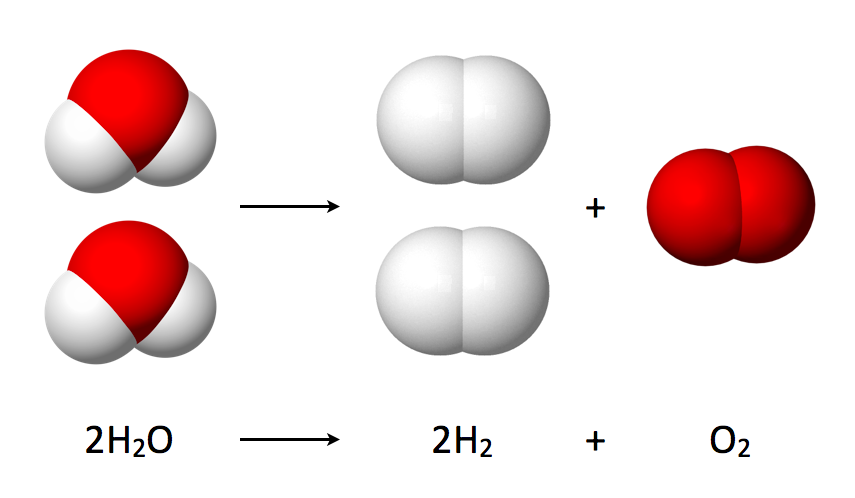
نمودار نشان دهنده کلی معادله شیمیایی.

تکامل اکسیژن فرایند تولید اکسیژن مولکولی (O 2) توسط یک واکنش شیمیایی، معمولاً از آب است. تکامل اکسیژن از آب توسط فتوسنتز اکسیژن، الکترولیز آب و تجزیه حرارتی اکسیدهای مختلف انجام می‌شود. فرایند بیولوژیکی از زندگی هوازی پشتیبانی می‌کند. هنگامی که اکسیژن نسبتاً خالص از نظر صنعتی مورد نیاز باشد، با تقطیر هوای مایع جدا می‌شود.

## تکامل اکسیژن در طبیعت
تکامل اکسیژن فتوسنتزی فرایندی اساسی است که توسط آن اکسیژن در زیست‌کره زمین تولید می‌شود. این واکنش بخشی از واکنشهای وابسته به نور فتوسنتز در سیانوباکتری‌ها و کلروپلاستهای جلبکهای سبز و گیاهان است. از انرژی نور برای تقسیم یک مولکول آب در پروتون‌ها و الکترون‌های خود برای فتوسنتز استفاده می‌کند. اکسیژن آزاد، که به عنوان محصول جانبی این واکنش تولید می‌شود، در جو زمین آزاد می‌شود.